# Neolythria perpunctata
Neolythria perpunctata là một loài bướm đêm trong họ Geometridae.